# Багатський район
Багатський район (узб. Bogʻot tumani, Боғот тумані) — адміністративна одиниця в Хорезмська область Хорезмської області Узбекистана. Адміністративний центр - міське селище Багат. Населення - 166 600 осіб у 2021 році.

## Історія
Один із молодих районів Хорезмської області Республіки Узбекистан. Був утворений в 1953році. У 1959 рікроці район був скасований (його території відійшли Хазараспскому, Ханкінському і Янгіарикському районам) і знову відновлено в 1970 ріку. Адміністративному центру району Багат статус міського селища було надано в 2011 ріку.
Етимологія назви територіально-адміністративної одиниці походить від узбецьких слів у хорезмському діалекті «Bog'» (садок) + «at» (зроби), тобто «Зроби сад».

## Географія
Багатський район розташований в 30 км на південний схід від Ургенч а і в 24 км на захід від Хазарасп. Населення станом на 2008 рік — 131 200 осіб.

## Адміністративно-територіальний поділ
Станом на 1 січня 2011 року до складу району входять:
- 5 міських селищ

1. Багатий,
2. Бойказак,
3. Нурафшон,
4. Узумзор,
5. Янгікадам.

- 10 сільських сходів громадян

1. Бешарик,
2. Дехканбазар,
3. Караянтак,
4. Кипчак,
5. Куланкарабаг,
6. Маданіат,
7. Найман,
8. Угузробіт,
9. Хитай,
10. Хужалик.

## Економіка
Багатський район вважається одним із високоіндустріальних та промислових у Хорезмській області. У районі, окрім основної аграрної діяльності, розвинута текстильна, швейна та будівельна промисловість.
Ведуться реконструкції з модернізації керамічного та консервного заводів. Зареєстровано понад 1000 суб'єктів підприємництва, які займаються тваринництвом, птахівництвом та рибною галуззю.
Особливе місце в економічному житті району займає землеробство. Тут переважно вирощуються такі сільгоспкультури, як бавовна, пшениця, рис та кукурудза.